# ピャチレートカ (小惑星)
ピャチレートカ (2122 Pyatiletka) は、小惑星帯に位置する小惑星である。
1971年8月18日、ソビエト連邦の天文学者タマラ・スミルノワがクリミア天体物理天文台で発見した。

## 名称
「五カ年計画」を表すロシア語のПятилетка（原語での読みは「ピャチリェートカ」に近い）から命名された。
1928年、ヨシフ・スターリン政権によって第一次五カ年計画が作成されてから50周年を迎えたことを記念したものである。この命名は、1980年4月の小惑星回報で公表された。